# José Núñez Castain
José Núñez Castain (Sevilla, 11 de diciembre de 1950), conocido como Pepe Núñez, es un arquitecto y político español del Partido Andalucista. Es profesor titular de Planteamiento Urbano en la Universidad de Sevilla.
Desempeñó el cargo de consejero de Turismo y Deporte de la Junta de Andalucía en su quinta legislatura (1996-2000), en el primer gobierno de coalición entre el PSOE-A y el PA. En la VII Legislatura de España (2000-2004) fue el único diputado de su formación en el Congreso, por la provincia de Cádiz, y el último diputado nacional del Partido Andalucista hasta la actualidad. Encabezó la lista del PA de cara a las elecciones municipales de 2003 en Sevilla pero renunció al cargo de concejal sin llegar a tomar posesión, corriéndose lista.